# Duális tér
A lineáris algebrában egy {\displaystyle T} test fölötti {\displaystyle V} vektortér duális tere a {\displaystyle V}-ből {\displaystyle T}-be menő lineáris leképezések tere. Ezeket a lineáris leképezéseket kovektoroknak is nevezik. Ha a {\displaystyle V} vektortér véges dimenziós, akkor a duális vektortér ugyanekkora dimenziós. Ezzel a két vektortér izomorf.  Egy vektortér elemei és duálisának elemei úgy viszonyulnak egymáshoz, mint a mátrixszámításban az oszlopvektorok a sorvektorokhoz.
A funkcionálanalízisben egy topologikus vektortér topologikus duális teréről beszélnek. Ez a folytonos lineáris funkcionálok tere. A duális tér jelentőségét akkor nyeri el, amikor nem csak véges, hanem végtelen dimenziós vektortereket is tárgyalni kívánunk, mint az absztrakt függvényterek elméletében (például: Hilbert-tér), a tenzorok elméletében és a reprezentációelméletben. 
A duális tér duális tere az eredeti vektortér biduális tere.

## Definíció
Ha {\displaystyle V} vektortér a {\displaystyle T} test fölött, akkor a {\displaystyle V}-ből {\displaystyle T}-be képező összes lineáris leképezések
{\displaystyle Hom(V;T)\;} vagy {\displaystyle Lin(V;T)\;}
halmazát, a {\displaystyle V} vektortér duális terének nevezzük és {\displaystyle V{\mbox{*}}\;}-gal jelöljük, elemeit pedig lineáris funkcionáloknak, lineáris formáknak vagy kovektoroknak mondjuk.

### A duális tér, mint vektortér
{\displaystyle V^{*}} maga is vektortér a {\displaystyle T} felett a függvények pontonkénti összeadással és a {\displaystyle T}-beli elemmel történő szorzással, mint műveletekkel ellátva. A {\displaystyle V^{*}}-beli {\displaystyle p} lineáris funkcionál {\displaystyle x\in V} helyen felvett értékét a funkcionális {\displaystyle p'(x)} és a lineáris algebrából ismert {\displaystyle px} jelölés helyett gyakran a matematikai fizikában használt
{\displaystyle (p|x)\;}
-szel jelöljük. Ez esetben a műveletek tetszőleges {\displaystyle x\in V}, {\displaystyle p,q\in V^{*}}, ill. {\displaystyle \lambda \in T}-re:
{\displaystyle (p+q|x)=(p|x)+(q|x)\;\;\;\in T}
{\displaystyle (\lambda p|x)=\lambda \cdot (p|x)\;\;\;\in T}
Különösen a fizikában használják a tenzoralgebra nyelvét: {\displaystyle V} elemei kontravariánsak, {\displaystyle V^{*}} elemei kovariánsak. A {\displaystyle V\times V^{*}\to T,\ (x,f)\mapsto \langle x,f\rangle :=f(x)} leképezés nem elfajult bilineáris forma, és elnevezése duális párosítás.
Például a legegyszerűbb véges dimenziós vektortér, a {\displaystyle V=T^{n}} (az {\displaystyle n}-„emeletes” oszlopvektorok tere) duálisa a {\displaystyle Hom(T^{n};T)} tér, melynek elemeit mátrix alakban (a sztenderd bázisban felírt koordinátamátrixok formájában) írva kölcsönösen egyértelműen megfeleltethetjük az {\displaystyle n}-elemű sorvektorok {\displaystyle T^{1\times n}} terének. Ekkor {\displaystyle V} és {\displaystyle V^{*}} vektortér izomorf, illetve dimenziójuk egyenlő, akárcsak az összes véges dimenziós vektortér esetén:
{\displaystyle \left(T^{n}\right){\mbox{*}}=Hom(T^{n};T)\equiv T^{1\times n}\equiv T^{n\times 1}=T^{n}}
{\displaystyle dim\left(T^{n}\right){\mbox{*}}=n=dim\;T^{n}}

### Bázis
A duális vektortérnek megadható egy bázis az eredeti vektortér egy bázisa alapján. Legyen {\displaystyle V} {\displaystyle n} dimenziós vektortér, és legyen {\displaystyle X=\left\{x_{i}\right\}_{i=1,2,\dotsc ,n}} bázis {\displaystyle V}-ben. Ekkor {\displaystyle X^{*}=\left\{x_{i}^{*}\right\}_{i=1,2,\dotsc ,n}} duális bázisa az {\displaystyle X} bázisnak, ha
| {\displaystyle x_{i}^{*}:} | {\displaystyle V\,\rightarrow \,T} | {\displaystyle \,} | {\displaystyle \,} lineáris és                                                                     |
|                            | {\displaystyle x_{i}^{*}(x_{j})\,} | {\displaystyle =}  | {\displaystyle {\begin{cases}1,&{\text{amennyiben}}\;i=j\\0,&{\text{hogyha}}\;j\neq i\end{cases}}} |

Az így definiált vektorhalmaz bázis a {\displaystyle V^{*}} duális térben. A duális párosítás segítségével a {\displaystyle x_{i}^{*}\in V^{*}} duális bázisvektorok hatása a  {\displaystyle x_{j}\in V} bázisvektorokra felírható a Kronecker-deltával
{\displaystyle \langle x_{j},x_{i}^{*}\rangle =\delta _{ij}}.
Ha az algebrai duális tér minden {\displaystyle f}  lineáris formájának meghatározzuk a magját, azaz az {\displaystyle f(x)=0} homogén lineáris egyenlet megoldáshalmazát, akkor eljutunk a projektív geometria pontok és hipersíkok dualitástételéhez.
Ha {\displaystyle V} nem véges dimenziós, akkor nem definiálható hozzá duális bázis ezen a módon. Legyen ugyanis {\displaystyle (x_{i})_{i\in I}} bázis {\displaystyle V}-ben. Ekkor tekinthetünk egy {\displaystyle f\colon V\to T,f(x_{i})=1\,\forall i\in I}  lineáris leképezést. Ez eleme {\displaystyle V^{*}}-nak, de nem ábrázolható a {\displaystyle x_{i}^{*}} vektorok lineáris kombinációjával, így {\displaystyle x_{i}^{*}} nem generátorrendszere a {\displaystyle V^{*}} duális térnek.

### Duális leképezés
Ha {\displaystyle F\colon V\to W} lineáris leképezés ugyanazon {\displaystyle T} test fölötti  {\displaystyle V} és {\displaystyle W} fölötti vektorterek között, akkor
{\displaystyle F^{\ast }\colon W^{\ast }\to V^{\ast },\quad f\mapsto F^{\ast }(f)=f\circ F}
lineáris leképezés a {\displaystyle W^{\ast }} és {\displaystyle V^{\ast }} duális terek között. Ezt duális leképezésnek nevezzük.
Ha {\displaystyle F,G\colon V\to W} {\displaystyle T}-lineáris leképezések, akkor
{\displaystyle (F+G)^{\ast }=F^{\ast }+G^{\ast }}
továbbá minden {\displaystyle \alpha \in T} esetén
{\displaystyle (\alpha F)^{\ast }=\alpha \cdot F^{\ast }}.
Az {\displaystyle F\mapsto F^{\ast }} hozzárendeléssel egy {\displaystyle \operatorname {Hom} (V,W)\to \operatorname {Hom} (W^{\ast },V^{\ast })} {\displaystyle T}-lineáris leképezést adunk meg.
Ha az {\displaystyle F} lineáris leképezés injektív, akkor az {\displaystyle F^{\ast }} duális leképezés szürjektív. Ha az {\displaystyle F} lineáris leképezés szürjektív, akkor az {\displaystyle F^{\ast }} duális leképezés injektív. Ha {\displaystyle U} egy további {\displaystyle T}-vektortér és {\displaystyle F\colon U\to V} és {\displaystyle G\colon V\to W} lineáris leképezések, akkor
{\displaystyle (G\circ F)^{\ast }=F^{\ast }\circ G^{\ast }}.

### Biduális tér
Egy {\displaystyle T} fölötti {\displaystyle V} vektortér {\displaystyle V^{\ast }} duális terének {\displaystyle {(V^{\ast })}^{\ast }} duális terét biduális térnek nevezzük, és {\displaystyle {V^{\ast }}^{\ast }}-gal jelöljük. A {\displaystyle {V^{\ast }}^{\ast }} tér elemei azok a lineáris leképezések, amelyek az {\displaystyle f\in V^{\ast }} funkcionálokhoz {\displaystyle T}-beli skalárokat rendelnek. Minden {\displaystyle v\in V} vektorhoz a {\displaystyle \Phi _{v}} leképezés, ami minden {\displaystyle f\in V^{\ast }}-hoz hozzárendel egy {\displaystyle f(v)} skalárt, vagyis {\displaystyle \Phi _{v}\in {V^{\ast }}^{\ast }}.  
A {\displaystyle \Phi \colon V\to {V^{\ast }}^{\ast },v\mapsto \Phi _{v}} leképezés, ahol {\displaystyle \Phi _{v}(f)=f(v)} lineáris és injektív; ezzel {\displaystyle V} azonosítható {\displaystyle {V^{\ast }}^{\ast }}  egy alterével. Ez a {\displaystyle \Phi } leképezés a tér természetes vagy kanonikus beágyazása biduális terébe.
Ha {\displaystyle V} véges dimenziós, akkor {\displaystyle \dim _{T}V=\dim _{T}V^{\ast }=\dim _{T}{V^{\ast }}^{\ast }}. Ekkor {\displaystyle \Phi } bijektív, és  {\displaystyle V} és {\displaystyle {V^{\ast }}^{\ast }} közötti kanonikus izomorfizmus.

### Természetes injekció
Véges dimenziós esetben művelettartó bijekció létesíthető {\displaystyle V} és {\displaystyle V^{*}} között, ám végtelen dimenziós esetben nincs feltétlenül így. Az általános esetben csak egy művelettartó injekció hozható létre, mely ráadásul nem természetes, abban az értelemben, hogy nem értelmezhető minden vektortér esetén kitüntetett vagy sztenderd bázis (melyben az injekció definiálható lenne). Van azonban kitüntetett injekció {\displaystyle V} és {\displaystyle (V^{*})^{*}} között, azaz tér és a duális tér duálisa között. Ehhez először az {\displaystyle x} ponthoz tartozó kiértékelés leképezését kell definiálnunk, azaz rögzített {\displaystyle x\in V}-re az
{\displaystyle L_{x}:V{\mbox{*}}\rightarrow T;\;p\mapsto (p|x)}
lineáris funkcionált, mely {\displaystyle (V^{*})^{*}} eleme. Ezután minden {\displaystyle x\in V}-re definiálhatjuk az
{\displaystyle L:V\rightarrow V{\mbox{**}};\;x\mapsto L_{x}}
kitüntetett, vagy természetes injekciót, mely tehát a következő tulajdonsággal rendelkezik:
{\displaystyle (Lx|p)=(p|x)\;}

## Topologikus duális tér
Ha {\displaystyle V} topologikus vektortér, akkor definiálhatjuk topologikus duális terét is. A topologikus duális tér a folytonos lineáris funkcionálok halmaza, és rendszerint {\displaystyle V\,'} jelöli. Véges dimenziós vektorterek esetén a topologikus duális tér megegyezik az algebrai duális térrel, mivel véges dimenziós vektortéren az összes funkcionál folytonos.  Ha topologikus vektorterek esetén beszélnek duális vektortérről, akkor azon topologikus duális teret értenek. A funkcionálanalízis egyik fő témája a topologikus duális tér. 

### Normált tér topologikus duális tere
A funkcionálanalízisben gyakran foglalkoznak olyan terekkel, melyek topológiáját norma indukálja. Egy normált vektortér topologikus duális tere szintén normált tér az {\displaystyle \|f\|=\sup _{\|x\|\leq 1}|f(x)|} operátornormával.  
Mivel egy normált tér skalárteste valós vagy komplex test, így teljes, a {\displaystyle V\,'=L(V,K)} duális tér szintév teljes, vagyis Banach-tér, függetlenül attól, hogy {\displaystyle V} teljes-e.
Különösen egyszerű jellemezni a Hilbert-terek duális tereit, amiben a Fréchet–Riesz-tétel nyújt segítséget. A tételt Fréchet bizonyította 1907-ben szeparábilis terekre, majd Riesz Frigyes 1934-ben általánosította Hilbert-terekre. Ez kimondja, hogy egy valós Hilbert-tér és duális tere izometrikusan izomorf. A Dirac-féále Bra-Ket erre a felcserélhetőségre alapul, amit különösen a kvantummechanikában használnak, amikor Hilbert-térbeli vektorokkal állapotokat fejez ki.
Mivel minden véges valós vagy komplex vektortér izomorf egy Hilbert-térrel, azért a véges dimenziós valós vagy komplex vektorterek önmagukkal duálisak.  

### Lokálisan konvex tér erős duális tere
Ha {\displaystyle E} lokálisan konvex tér, akkor {\displaystyle E'}, mint a normált terek esetén, a folytonos lineáris funkcionálok tere. Nehezebb kérdés egy megfelelő topológiát definiálni a topologikus duális téren. A következő definíció normált terek esetén a fent már leírt normatopológiát adja:
Ha {\displaystyle B\subset E} korlátos, akkor {\displaystyle p_{B}(f):=\sup\{\,|f(x)|\colon x\in B\,\}} félnorma {\displaystyle E'}-n. A hasonlóan definiált {\displaystyle p_{B}} félnormák halmaza, ahol {\displaystyle B} befutja {\displaystyle E} összes korlátos halmazát, erős topológiát definiál {\displaystyle E'}-ben. Az erős topológiával ellátott {\displaystyle E'} az erős duális tér, és néha {\displaystyle E_{\text{b}}'} jelöli, ahol az alsó indexbe tett b a korlátosságra utal, lásd angol: bounded. 
Egy másik {\displaystyle E'}-n gyakran használt topológia a gyenge-*-topológia, azonban ez végtelen dimenziós normált tereknél nem esik egybe a duális téren definiált normatopológiával; emiatt lokálisan konvex terekben a duális tér általában az erős duális teret jelenti.

### Topológiai biduális tér
Mivel a fentiek szerint egy {\displaystyle V} normált tér duális tere a fentiekl szerint Banach-tér, azért tekinthetjük a {\displaystyle V'} duális tér duális terét. Itt {\displaystyle V}-nek van kanonikus beágyazása {\displaystyle V''}, ami megadható úgy, mint {\displaystyle v\mapsto \left(\left(f\colon V\rightarrow T\right)\mapsto f\left(v\right)\right)}. Ez azt jelenti, hogy a {\displaystyle V}
vektortér minden eleme természetes módon a {\displaystyle V''} duális tér eleme. Ha egy biduális térben minden elem reprezentálható {\displaystyle V} valamelyik elemével, akkor a kanonikus beágyazás izomorfizmus, akkor a tér reflexív. A reflexív tereket egyszerűbb kezelni, mint a nem reflexíveket, mivel bizonyos értelemben hasonlítanak a Hilbert-terekhez. Nem reflexív esetekbnen a {\displaystyle V\to V''} beágyazás nem szürjektív, de izometrikus, és ezt úgy jelöljük, hogy {\displaystyle V\subset V''}. Eszerint minden normált tér beágyazható Banach-térbe; a {\displaystyle V''}-ben rátérni {\displaystyle V} topologikus lezártjára egy lehetőség arra, hogy teljessé tegyünk egy normált teret. 
Nem reflexív térre példa a nullsorozatok {\displaystyle c_{0}} tere a maximumnormával. A biduális tér természetes módon azonosítható az {\displaystyle \ell ^{\infty }} sorozattérrel, ami a korlátos sorozatok tere a szuprémumnormával. 
Vannak nem reflexív  Banach-terek, ahol a kanonikus beágyazás nem izomorfizmus, azonban létezik egy másik izomorfizmus a tér és biduális tere között. Erre egy példa a James-tér. 

### Példák
Az alábbi táblázatban {\displaystyle V} Banach-tér (első oszlop), és {\displaystyle W} (második oszlop) is Banach-tér, ami a harmadik oszlopban megadott dualitás szerint izometrikusan izomorf {\displaystyle V} duális teréhez. Pontosabban, {\displaystyle W} minden eleme a dualitás képlete alapján folytonos lineáris funkcionált definiál {\displaystyle V}-n. Ezzel kapunk egy {\displaystyle W\to V'} lineáris, bijektív és izometrikus leképezést.
| Banach-tér | Duális tér | Duális párosítás                                                                                  | Megjegyzés |
| --- | --- | ------------------------------------------------------------------------------------------------- | --- |
| {\displaystyle c_{0}} = A nullsorozatok tere a szuprémumnormával                                                                                              | {\displaystyle \ell ^{1}} = Az abszolút összegezhető sorozatok a {\displaystyle \\|\cdot \\|_{1}} normával                             | {\displaystyle \langle (a_{n})_{n},(b_{n})_{n}\rangle =\sum _{n}a_{n}b_{n}}                       | lásd sorozattér |
| {\displaystyle c} = A konvergens sorozatok tere a szuprémumnormával                                                                                           | {\displaystyle \ell ^{1}} = Az abszolút összegezhető sorozatok tere a {\displaystyle \\|\cdot \\|_{1}} normával                        | {\displaystyle \langle (a_{n})_{n},(b_{n})_{n}\rangle =\sum _{n}a_{n}b_{n+1}+b_{1}\lim _{n}a_{n}} | |
| {\displaystyle \ell ^{1}} = Az abszolút összegezhető sorozatok a {\displaystyle \\|\cdot \\|_{1}} normával                                                    | {\displaystyle \ell ^{\infty }} = A korlátos sorozatok tere a {\displaystyle \\|\cdot \\|_{\infty }} szuprémumnormával                 | {\displaystyle \langle (a_{n})_{n},(b_{n})_{n}\rangle =\sum _{n}a_{n}b_{n}}                       | |
| {\displaystyle \ell ^{p}} = A p-edik hatványukban abszolút összegezhető sorozatok a {\displaystyle \\|\cdot \\|_{p}} normával                                 | {\displaystyle \ell ^{q}} = A q-adik hatványukban abszolút összegezhető sorozatok a {\displaystyle \\|\cdot \\|_{q}} normával          | {\displaystyle \langle (a_{n})_{n},(b_{n})_{n}\rangle =\sum _{n}a_{n}b_{n}}                       | {\displaystyle 1<p,q<\infty ,\,\,{\frac {1}{p}}+{\frac {1}{q}}=1}                                                              |
| {\displaystyle K(H)} = A kompakt operátorok tere a {\displaystyle H} Hilbert-téren                                                                            | {\displaystyle N(H)} = A nukleáris operátorok tere a {\displaystyle H} Hilbert-téren                                                   | {\displaystyle \langle A,B\rangle =Sp(AB)}                                                        | lásd nukleáris operátor |
| {\displaystyle N(H)} = A nukleáris operátorok tere a {\displaystyle H} Hilbert-téren                                                                          | {\displaystyle B(H)} = A korlátos operátorok tere a {\displaystyle H} Hilbert-téren                                                    | {\displaystyle \langle A,B\rangle =Sp(AB)}                                                        | lásd nukleáris operátor |
| {\displaystyle N(E)} = A nukleáris operátorok tere {\displaystyle E}-n                                                                                        | {\displaystyle B(E,E'')} = A korlátos operátorok {\displaystyle E\to E''} tere                                                         | {\displaystyle \langle \sum _{n}f_{n}(\cdot )x_{n},B\rangle =\sum _{n}(B(x_{n}))(f_{n})}          | {\displaystyle E} approximációs tulajdonságú Banach-tér, lásd nukleáris operátor                                               |
| {\displaystyle {\mathcal {S}}_{p}(H)} = p-árnyékosztályok a szeparábilis {\displaystyle H} Hilbnert-téren                                                     | {\displaystyle {\mathcal {S}}_{q}(H)} = q-árnyékosztályok a szeparábilis {\displaystyle H} Hilbert-téren                               | {\displaystyle \langle A,B\rangle =Sp(AB)}                                                        | {\displaystyle 1<p,q<\infty ,\,\,{\frac {1}{p}}+{\frac {1}{q}}=1}                                                              |
| {\displaystyle L^{p}(X,\mu )} = A p-edik hatványukban integrálható függvények tere a {\displaystyle \\|\cdot \\|_{p}} normával                                | {\displaystyle L^{q}(X,\mu )} = A q-adik hatványukban integrálható függvények tere a {\displaystyle \\|\cdot \\|_{q}} normával         | {\displaystyle \langle f,g\rangle =\int _{X}f(x)g(x)\,\mathrm {d} \mu (x)}                        | {\displaystyle (X,\mu )} mértéktér, {\displaystyle 1<p,q<\infty ,\,\,{\frac {1}{p}}+{\frac {1}{q}}=1}, lásd Lp-terek dualitása |
| {\displaystyle L^{1}(X,\mu )} = Az integrálható függvények tere a {\displaystyle \\|\cdot \\|_{1}} normával                                                   | {\displaystyle L^{\infty }(X,\mu )} = A lényegében korlátos, mérhető függvények tere a {\displaystyle \\|\cdot \\|_{\infty }} normával | {\displaystyle \langle f,g\rangle =\int _{X}f(x)g(x)\,\mathrm {d} \mu (x)}                        | {\displaystyle (X,\mu )} {\displaystyle \sigma }-véges mértéktér                                                               |
| {\displaystyle C_{0}(X,{\mathbb {K} })} = A folytonos {\displaystyle {\mathbb {K} }}értékű függvények tere, melyek a végtelenben eltűnnek a szuprémumnormával | {\displaystyle M_{r}(X,{\mathbb {K} })} = A reguláris előjeles/komplex mértékek tere a teljes variációval, mint normával               | {\displaystyle \langle f,\mu \rangle =\int _{X}f(x)\,\mathrm {d} \mu (x)}                         | {\displaystyle X} lokálisan kompakt Hausdorff-tér                                                                              |

## Fordítás
Ez a szócikk részben vagy egészben  a   Dualraum című német Wikipédia-szócikk fordításán alapul.  Az eredeti cikk szerkesztőit annak laptörténete sorolja fel. Ez a jelzés csupán a megfogalmazás eredetét és a szerzői jogokat jelzi, nem szolgál a cikkben szereplő információk forrásmegjelöléseként.